# Norrtelje Elitkapell
Norrtelje Elitkapell är en folkmusikgrupp bildad i Norrtälje omkring 1974. Gruppen uppstod ur en spelgrupp omkring musikläraren Mats Andersson, hans fru Gunilla och Tomas Adeborn i början av 1970-talet. De kallade sig först för Norrtälje Tangoorkester, men bytte namn i slutet av 1976. Niomannabandet spelade då egentligen inte tango, utan mest gammal dansmusik. De försökte hitta musik som spelats i Norrtäljetrakten i slutet av 1800- och början av 1900-talet, och tog sig namn efter en äldre orkester med samma namn. Det fanns en lokal orkester som hette Skebo Elitkapell på 1930-talet, som spelade en blandad repertoar av vals, foxtrot, hambo och tango med mera, vilket stämmer bra in på det senare Norrtelje Elitkapells musik. Andra inspirationskällor var spelmännen Viksta-Lasse, Eric Sahlström, Curt Tallroth och Ceylon Wallin.
Genombrottet kom på våren 1978 då gruppen släppt sin första skiva. Gruppen spelade då under Sveriges Radios folkmusikvecka i Gamla Riksdagshuset, och i TV:s Nygammalt. Annars hade man mest spelningar till gammaldans, och blandade kvällar där man först spelar konsert och därefter dans. Repertoaren hämtades mest från uppländsk folkmusiktradition, men musiken arrangerades så att moderna instrument och slagverk blev en integrerad del. Därmed kunde man också införliva musik ur andra traditioner, så länge det gick att dansa gammaldans till den. Vid spelmansstämman i Gamla Linköping brukade de avsluta stämman med dansspelning varje år från 1978 till 1987.
Våren 1982 var man husband i TV1:s satsning på en gammaldansskola. Detta, och den skiva som spelades in, kan ses som kulmen på gruppens första decennium. De fortsatte att spela och firade ett storslaget 25-årsjubileum 1999, fem dagar enligt Norrtelje Tidning 14 juli 1999.

## Medlemmar och några instrument
- Mats Andersson (1974–): klarinett fiol dragspel piano tramporgel bas
- Gunilla Andersson (1974–1979): tramporgel flöjter cittra
- Tomas Adeborn (1974–): fiol mandolin nyckelharpa
- Sven Fredriksson (1974–): gitarrer dragspel
- Per Ove Glaadh (1974–): klarinett bas saxofon bosoki
- Tommy Söderström (1975–1976): fiol
- Jan Bergström (1975–1979): nyckelharpa
- Peter Hedlund (1975–): nyckelharpa fiol
- Sten Blomström (1976–): munspel slagverk
- Lennart Törnqvist (1980–1984): slagverk
- Per-Olof Ukkonen (1980–1984): trumpet gitarr elbas tramporgel slagverk

## Zornmärken
- Silver: Mats 1971 (klarinett); Peter 1975 (nyckelharpa); Tomas 1976 (fiol), Per Ove 1981 (klarinett)
- Guld: Mats 2003; Peter 2010

## Diskografi
- 1978 – Luffarschottis[2]. Sonet
- 1979 – Oskapliga låtar[3]. Oktober. Återutgiven på Sonet 1984
- 1981 – Med pukor och trumpeter[4]. Sonet
- 1982 – Får vi lov?[5] Med Ewa Roos. Sonet
- 1994 – Roslagsspelmän spelar opp. Radio väg (kassett med olika grupper)

## Externa Länkar
- Andersson, Eleonor, Uppsala 1982, Norrtelje Elitkapell. AB-uppsats vid institutionen för musikvetenskap
- Sven Fredrikssons klippsamling